# NGC 5266
NGC 5266 ist eine Linsenförmige Galaxie mit aktivem Galaxienkern vom Hubble-Typ E-S0 im Sternbild Zentaur am Südsternhimmel. Sie ist schätzungsweise 127 Millionen Lichtjahre von der Milchstraße entfernt und hat einen Durchmesser von etwa 130.000 Lichtjahren. Zusammen mit dem Nicht-NGC-Objekt PGC 48390 (auch NGC 5266A genannt) bildet sie eine gravitationell gebundenes Galaxienpaar.
Das Objekt wurde am 1. Juli 1834 von John Herschel mit einem 18-Zoll-Spiegelteleskop entdeckt, der sie dabei mit „bright, round, very gradually little brighter in the middle; 45 arcseconds; has three 14th mag stars near“ beschrieb. Bei einer zweiten Beobachtung notierte er „bright, pretty large, slightly elongated, gradually a little brighter in the middle, resolvable, three very small stars nearby“.

## NGC 5266-Gruppe (LGG 356)
| Galaxie   | Alternativname | Entfernung/Mio. Lj |
| --------- | -------------- | ------------------ |
| NGC 5266  | PGC 48593      | 127                |
| NGC 5333  | PGC 49424      | 116                |
| PGC 48390 | NGC 5266A      | 121                |
| PGC 48106 | ESO 220-23     | 135                |
| PGC 48319 | ESO 220-26     | 120                |
| PGC 49198 | ESO 221-12     | 125                |
| PGC 49242 | ESO 221-14     | 126                |
| PGC 49836 | ESO 221-22     | 123                |